# (287) Нефтида
(287) Нефтида (лат. Nephthys) — один из типичных астероидов главного пояса, который принадлежит к светлому спектральному классу S. Астероид был открыт 25 августа 1889 года германо-американским астрономом К. Г. Ф. Петерсом в обсерватории Литчфилд, расположенной близ города Клинтон, штат Нью-Йорк, США и назван в честь Нефтиды, младшей из детей Геба и Нут в египетской мифологии.

## Орбитальные характеристики
Данный астероид расположен во внутренней части главного пояса на расстоянии 2,35 а. е. от Солнца. Поскольку он движется по практически круговой орбите с низким эксцентриситетом, близким к 0,023, его расстояние от Солнца меняется довольно слабо, примерно от 343,719 млн км в перигелии до 360,262 млн км в афелии. 

Орбита астероида Нефтида и его положение в Солнечной системе
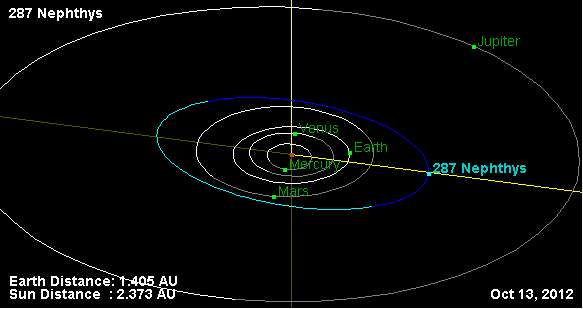
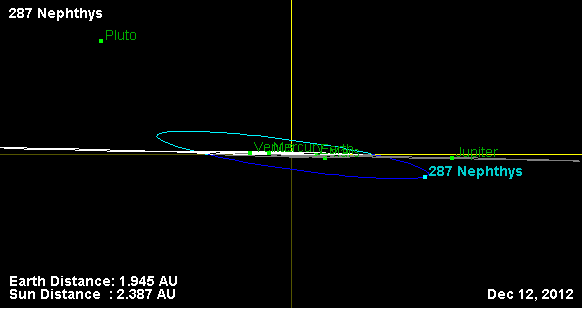

Один оборот вокруг Солнца астероид совершает примерно за 1318,3 суток, что составляет чуть более 3,6 года.

## Физические характеристики
Диаметр астероида относительно небольшой, всего 67,60 км. Его поверхность очень светлая, с альбедо, равным 0,1851, что говорит о его принадлежности к силикатным астероидам класса S. Из-за небольших размеров и относительно небольшой отражательной способности абсолютная звёздная величина астероида составляет всего 8,30m, а его видимая звёздная величина и того меньше. 
Период вращения вокруг своей оси составляет чуть больше 7 часов и 36 минут.